# Shahrestān-e Delījān
Shahrestān-e Delījān (persiska: شهرستان دليجان, دليجان) är en delprovins (shahrestan) i Iran.   Den ligger i provinsen Markazi, i den centrala delen av landet, 190 km söder om huvudstaden Teheran.
Delprovinsen hade 51 621 invånare 2016.